# Тула-Буга
Тула́-Буга́ (в русских летописях Телебуга; ум. 1291) — хан Золотой Орды в 1287—1291 годах; сын Тарбу, праправнук Джучи-хана.

## Биография
До ханствования Тула-Буга был баскаком в Южной Руси, в 80-е годы XIII века он трижды предпринимал грабительские походы на запад через галицко-волынские территории. Эти походы были совершены в союзе с Ногаем и русскими князьями. Первый поход закончился полным провалом: Тела-Буга попытался попасть в Венгрию, будущий хан заблудился в Карпатских горах и ему пришлось развернуться. Второй поход он совершил уже на Польшу, но и тут - безрезультатно. Примерно в это время началась конфронтация между ним и Ногаем. После убийства Туда-Менгу, при поддержке Ногая он стал ханом, деля власть с братом Кунчеком и двумя двоюродными братьями. Однако позже Ногай стал поддерживать нового кандидата на пост хана — Тохту.

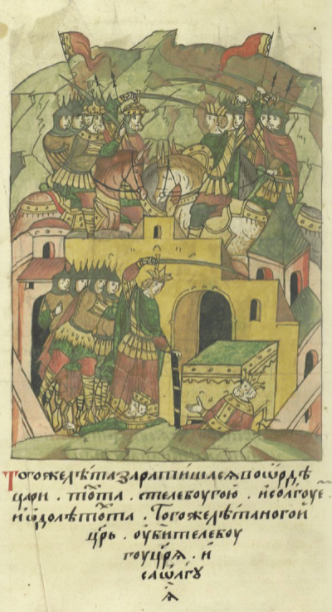
Тохта убивает Тулы-Бугу

В 1288 году предпринял поход на рязанские и муромские земли.
В 1289 году Олег Мстиславич князь Воргольский и Рыльский вместе с Святославом Липовическим прибыл в ставку хана с жалобой на баскака Ахмата (он поднял дань и создал две слободы на территории первого, что приносило ему [Олегу] убытки). Тула-Буга, желая обуздать набиравшего влияние Ногая разрешил князьям разогнать две слободы (не исключено, что это указание было выдумано князьями или летописцами). Согласно обычаю на территории слобод нельзя было принимать людей из тех княжеств, на территории которого была образована слобода. Так как Ахмат нарушил это правило, Тула-Буга был рад восстановить законность, за одно и ущемив Ногая. После разорения князьями слобод Ахмат оклеветал их и сказал Ногаю, что это бунт против татарской власти. В результате Курские земли были разорены.
Тула-Буга погиб в борьбе с беклярбеком Ногаем (возможно, с Тохтой), который возвёл на престол его двоюродного брата Тохту. Короткое царствование Тула-Буги было временем феодальных смут, когда авторитет ханской власти в Золотой Орде был под большой угрозой. Деятельным участником этих распрей и вдохновителем всех интриг был темник Ногай.